# Joan Plaza
Joan Plaza Durán (Barcellona, 26 dicembre 1963) è un allenatore di pallacanestro spagnolo.

## Carriera
Dopo aver allenato le formazioni giovanili dello Joventut Badalona, fece il suo debutto come head coach del Real Madrid nel 2005. In quell'anno per la casacca madrilena riuscì a conquistare il titolo della liga ACB e l'Uleb Cup. Nel 2009 passò a guidare il Siviglia. Con la squadra andalusa restò per tre anni prima di passare in Lituania allo Žalgiris Kaunas.
Dopo una sola stagione ritorna in patria al Málaga.

## Palmarès

### Club
- ' Campionato spagnolo: 1

Real Madrid: 2006-07
- ULEB Cup: 2

Real Madrid: 2006-07
Unicaja Malaga: 2016-17
- Campionato lituano: 1

Žalgiris Kaunas: 2012-13

### Individuale
- Miglior allenatore della Liga ACB: 1

Real Madrid: 2007-08
- Miglior allenatore della LKL

Žalgiris Kaunas: 2012-13